# Roman Czartoryski
Roman Adam August Wilhelm Clemens Prinz Czartoryski (* 23. November 1839 in Berlin; † in der Nacht vom 18. Februar auf den 19. Februar 1887 in Jablonowo, Kreis Kolmar) war ein deutscher Politiker und Mitglied des Reichstages.

## Leben und Wirken

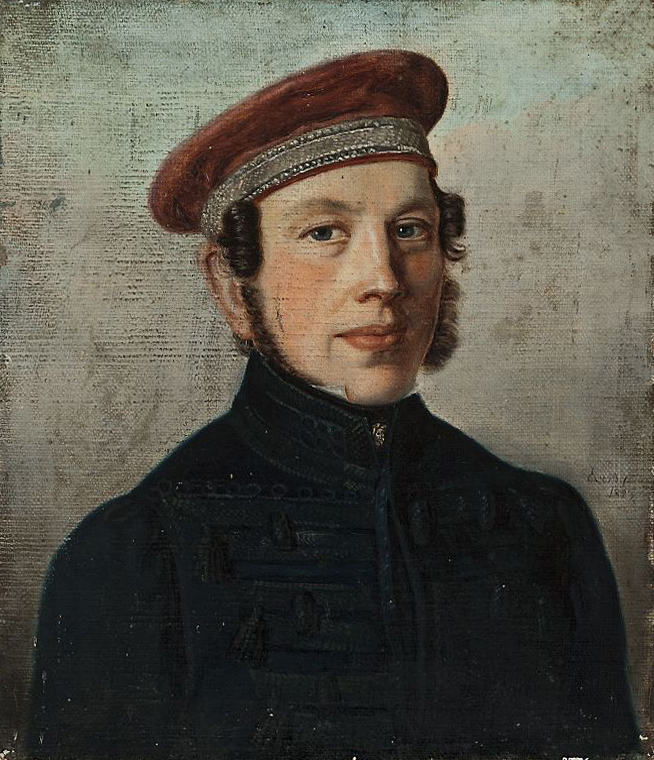
Porträt von Roman Czartoryski, Gemälde von Anton Clemens Albrecht Evers

Er entstammte dem polnisch-litauischen Magnatengeschlecht Czartoryski. Nach dem Besuch des Gymnasiums widmete sich Czartoryski dem Studium der Rechtswissenschaften in Bonn, Berlin und Breslau. Danach war er Landwirt auf seinem Rittergut Sarbinowo in Posen. Wegen Beteiligung am Januaraufstand 1863 wurde er zu einer Festungshaft verurteilt. Er war Mitglied im Aufsichtsrat der Handelsgesellschaft Bninski. An der Gründung der polnischen Zeitung Kurier Poznański beteiligte er sich maßgeblich.
Roman Czartoryski war ein überzeugter polnischer Nationalist, der die Wiedervereinigung Polens betrieb. Daraus resultierte auch sein politisches Engagement. Seine politische Feuertaufe erhielt er spätestens im Januaraufstand von 1863. Im Jahr 1867 wurde er Kreisrat und 1870 bis 1873 im Wahlkreis Marienwerder 3 (Löbau) in das Preußische Abgeordnetenhaus gewählt. Dort gehörte er offiziell keiner Fraktion an, vertrat aber vehement die Rechte der polnischen Minderheit.
Im Jahr 1867 wurde Roman Czartoryski in den Reichstag des Norddeutschen Bundes und 1871 bis 1881 in den Reichstag gewählt. Dorthin wurde er jeweils vom Wahlkreis Regierungsbezirk Posen 5 entsandt. Im Reichstag gehörte er der Polnischen Fraktion an, deren Mitbegründer er bereits 1867 im Reichstag des Norddeutschen Bundes gewesen war.